# Musée au Vrijthof

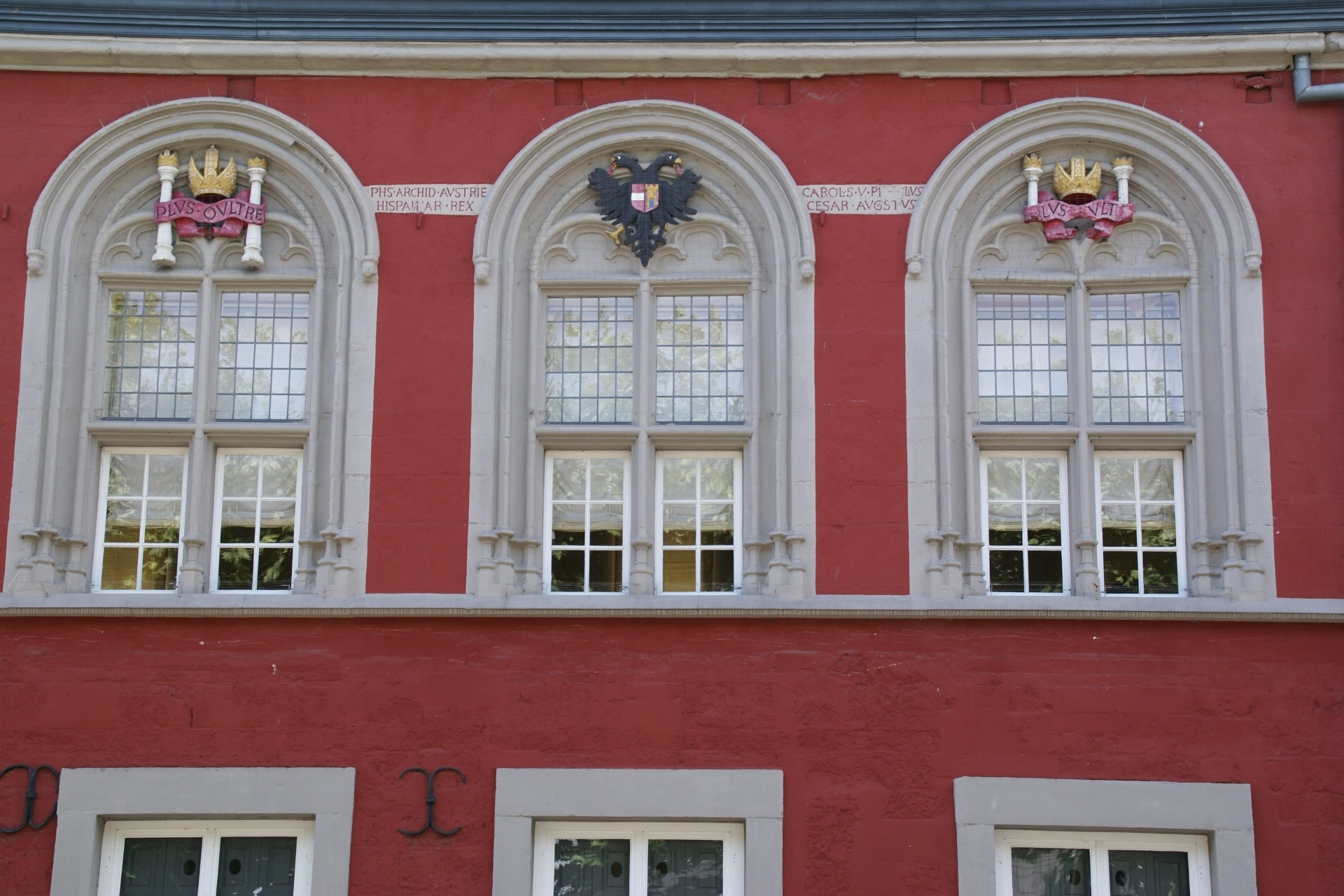
Fenêtres gothiques avec les symboles de la puissance de Habsbourg

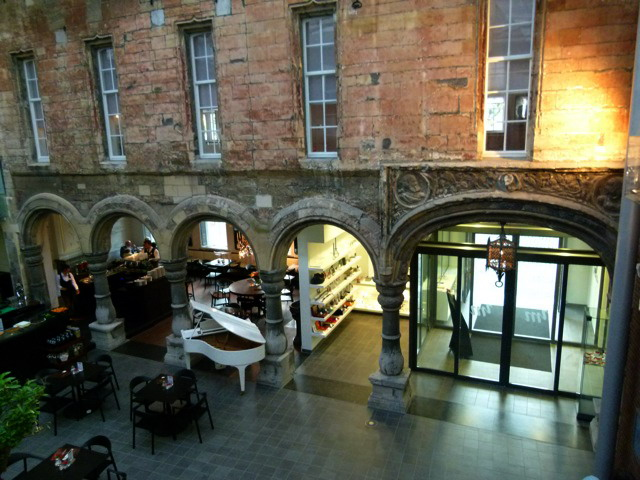
L'arcade en style renaissance liégeoise

Le musée au Vrijthof (en néerlandais : Museum aan het Vrijthof) est un musée d'histoire, d'art et de l'artisanat d'art situé sur la place du Vrijthof à Maastricht aux Pays-Bas.

## Histoire
Le musée au Vrijthof est installé dans une ancienne maison du chapitre de Saint-Servais du XIVe siècle, surnommée au Moyen Âge la Prima Porta. Le bâtiment faisait partie du territoire ecclésiastique du chapitre de l'église Saint-Servais.
Au début du XVIe siècle la maison fut reconstruite, agrandie et renommée Hôtel du gouvernement espagnol (en néerlandais, Spaans Gouvernement). Charles Quint et son fils Philippe II d'Espagne y ont séjourné à plusieurs occasions.
En 1766, l'imprimeur et éditeur parisien, Jean-Edmé Dufour acheta la maison et l'utilisa comme imprimerie. C'est d'ici que de nombreux livres censurés en France ont été introduits clandestinement dans le pays.
En 1923, une partie du bâtiment a été démolie et remplacée par une filiale moderne de la Banque des Pays-Bas (à l'angle de la rue Sint-Jacobstraat).
L'autre partie du bâtiment fut restaurée par Victor de Stuers et offerte à la ville de Maastricht afin d'abriter un musée d'histoire locale (ce qui ne fut fait que récemment). Pendant les années 1969-1973 et 2010-2012, le bâtiment a été restauré.

## Historique du musée
(janvier 2014).
Le contenu est difficilement compréhensible vu les erreurs de traduction, qui sont peut-être dues à l'utilisation d'un logiciel de traduction automatique.
En 1954, un couple d'artistes aisés de La Haye, Frederik Wagner et Ambrosina de Wit, lègue sa collection d'art à une fondation basée dans la ville de Maastricht. Depuis 1973, la collection Wagner-De Wit est présentée dans ce qui s'appelait alors le Musée Spaans Gouvernement. Un pavillon moderne a été spécialement construit dans la cour pour abriter les boiseries précieuses du XVIIIe siècle de l'hôtel particulier Vilain XIIII. Quelques chambres meublées dans le style Louis XVI liègeois sont utilisées pour des réceptions.
Entre 2010 et 2012, le musée a été fermé pour rénovation et extension. Les travaux comprennent la restauration partielle de la façade 'aveugle' originale. L'extension a consisté à annexer une maison voisine. La cour a été couverte d'un coussin d'air transparent (foiltec). Un espace d'exposition et un café ont été ajoutés également. Les travaux ont coûté plus de 6 millions d'euros et ont été financés par divers sponsors et autorités publiques. Le musée est désormais presque trois fois plus grand que le bâtiment d'origine. Il a rouvert en mars 2012.
Le musée au Vrijthof est un musée privé qui ne reçoit aucune subvention du gouvernement. À partir de 2011, The European Fine Art Fair (TEFAF) est devenu son commanditaire principal. Le salon avec les boiseries de l'hôtel Vilain XIIII est maintenant appelé Salon TEFAF.

## Collections
Le musée au Vrijthof invite le visiteur à parcourir des pièces aménagées dans le style du XVIIIe siècle pour découvrir comment vivait l'élite de Maastricht à cette époque et admirer la collection de pistolets de reîtres, pièces d'horlogerie, meubles et argenterie de fabrication locale de la même période.
Après la réorganisation, le musée a consacré quelques salles aux personnes importantes de l'histoire de Maastricht, comme l'empereur Charles Quint, l'imprimeur Jean-Edmé Dufour (nl), l'architecte Mathias Soiron (nl), l'entrepreneur Petrus Regout et le dessinateur Philippe van Gulpen (nl).
Le musée organise régulièrement des expositions sur des thèmes liés aux cinq siècles d'histoire, de l'art et de l'artisanat d'art à Maastricht, comme l'exposition importante en 2012 sur l'argenterie maastrichtoise.

## Galerie

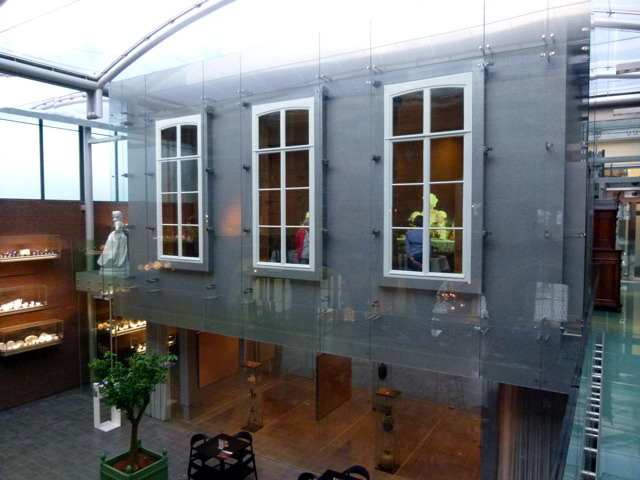
La cour avec pavillon TEFAF
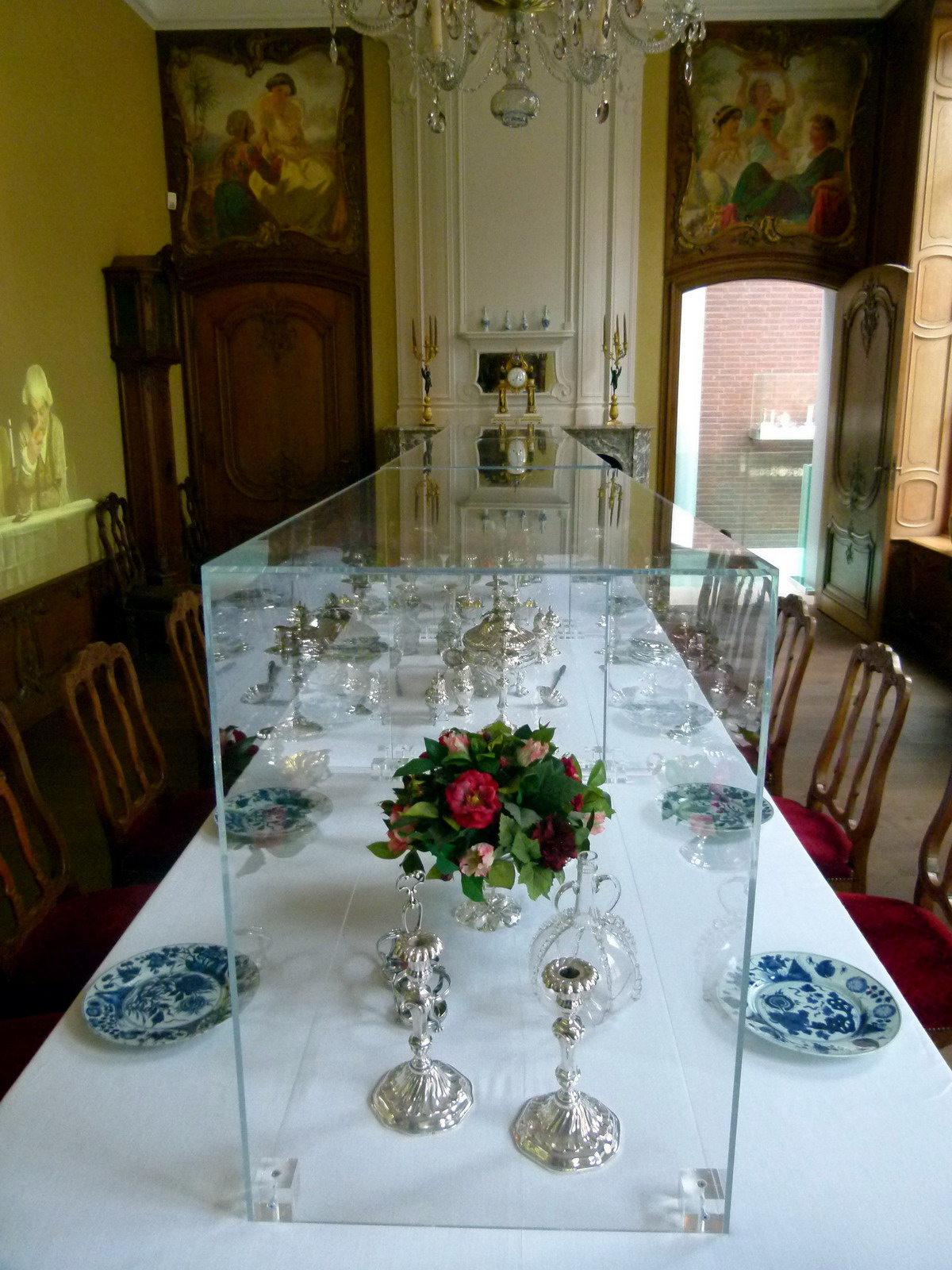
Intérieur salle TEFAF
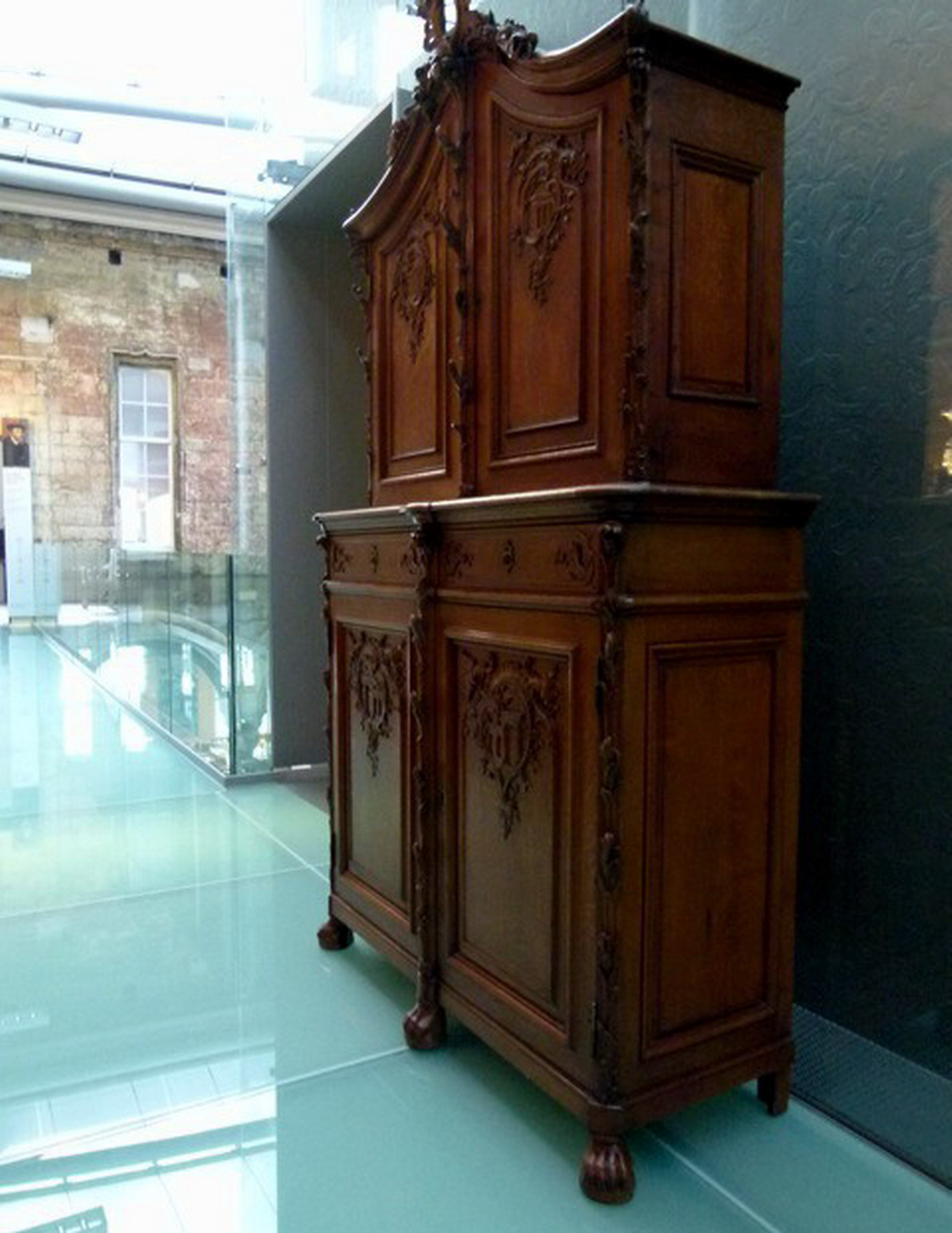
Cabinet maastrichtois-liègeois du XVIIIe siècle
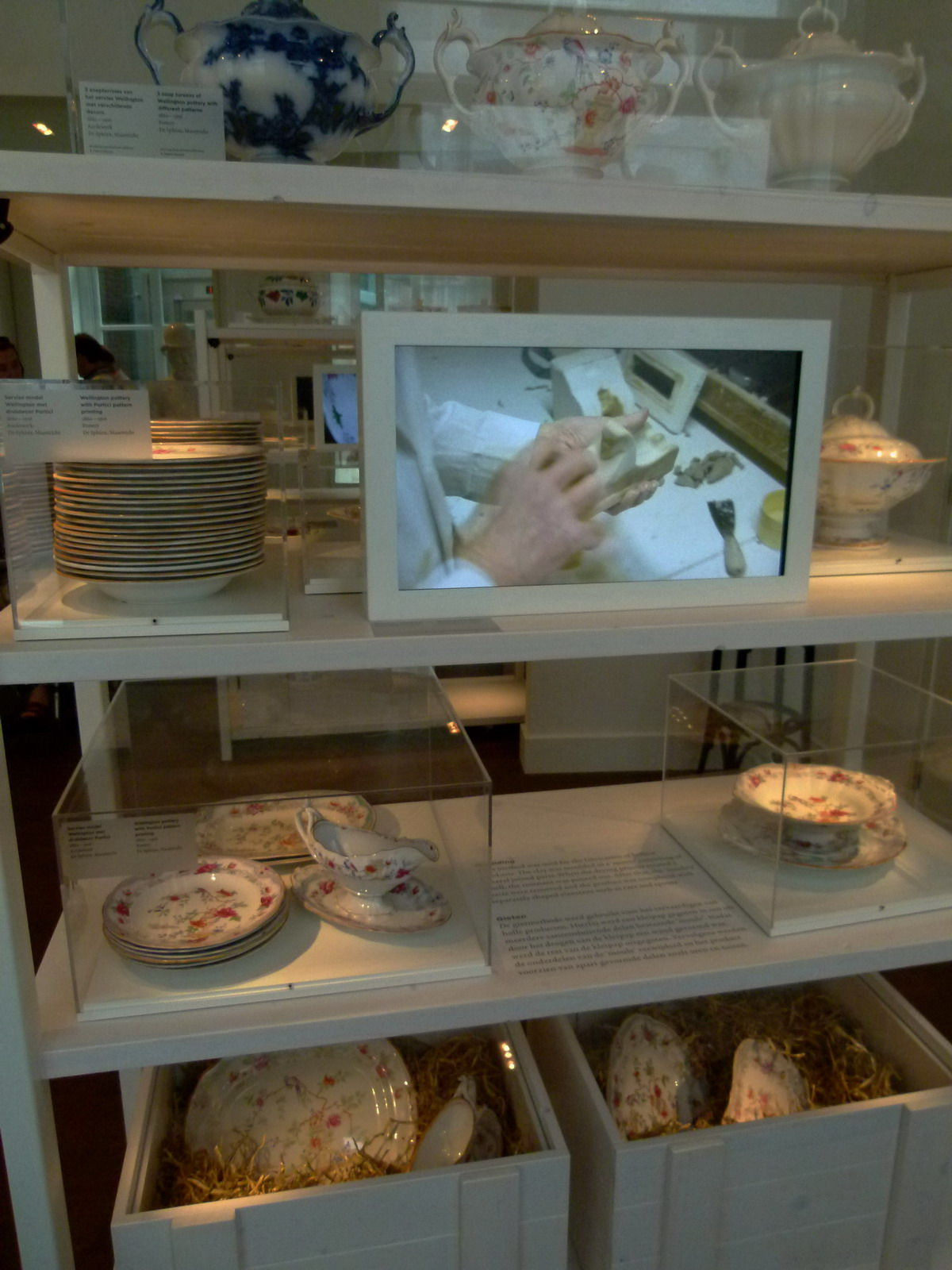
Salle Van Gulpen, fayence de Maastricht
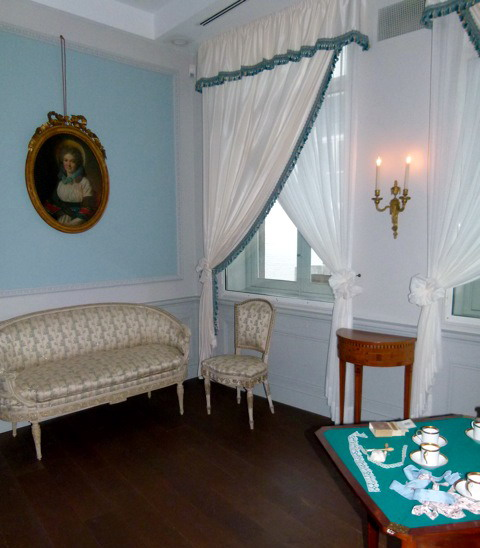
Salle Bonhomme en style Empire (±1800)
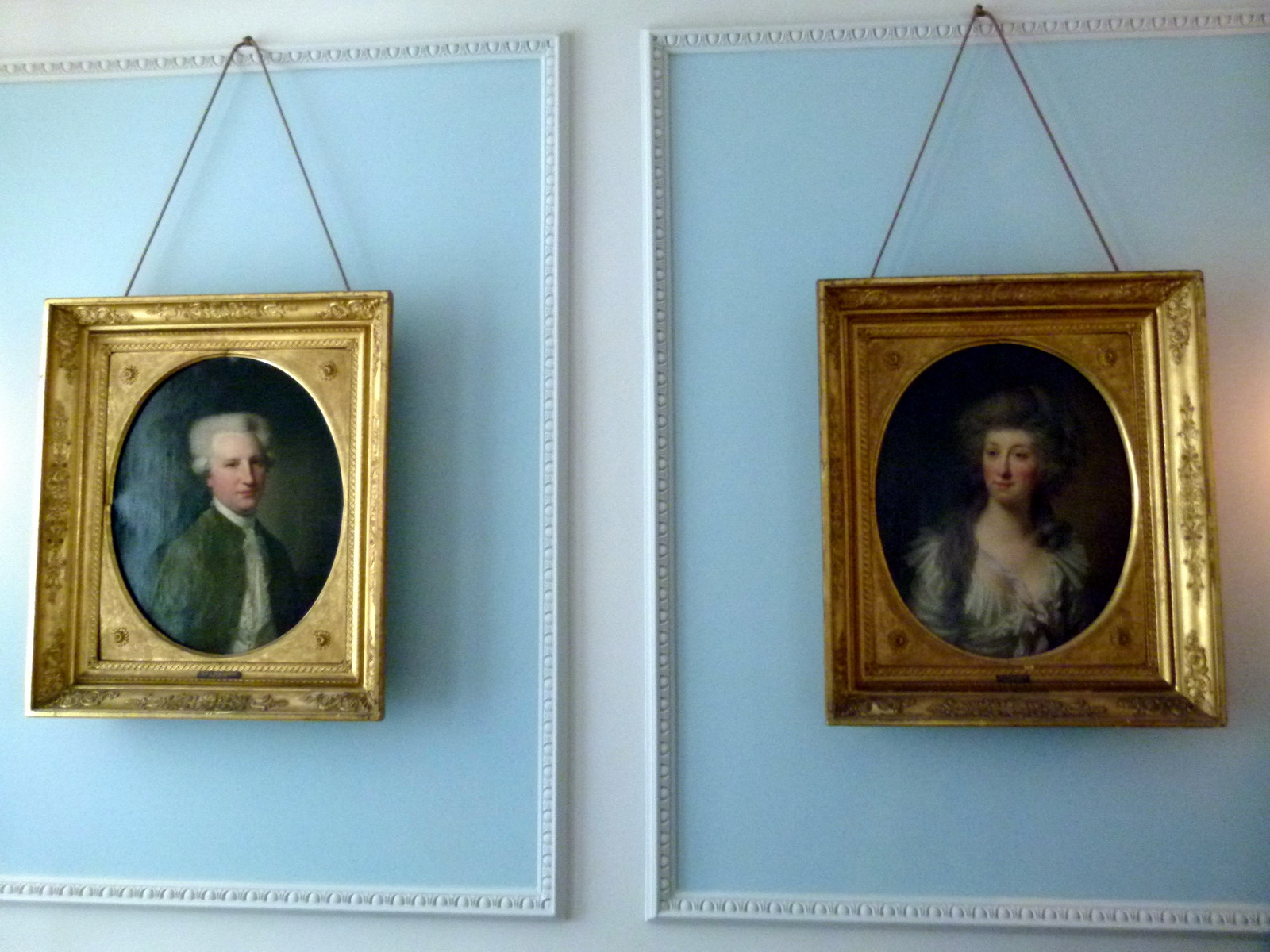
Portraits par J.F.A. Tischbein